# Körperproportion

Vitruvianischer Mann aus Divina proportione von Leonardo da Vinci (1490)

Die Körperproportionen bezeichnen die Längen- und Größenverhältnisse eines Körpers im relativen Verhältnis zueinander. Sie sind ein wichtiges Hilfsmittel in der Malerei und beim Zeichnen. Mittels leicht einprägbarer Verhältnisse zwischen den Längen verschiedener Körperteile kann der Künstler einen lebensechten Menschen darstellen.
Mit dem Entwurf ästhetischer bzw. natürlicher Körperproportionen haben sich besonders Leonardo da Vinci (Vitruvianischer Mann) und Le Corbusier (Modulor) hervorgetan. Kritisiert wurde an beiden, dass sie die Proportionen von Männern als Maß aller Dinge betrachteten.
In der Medizin sind die Körperproportionen für die Definition von Groß- oder Kleinwüchsigkeit von Bedeutung. Weitere mögliche Abweichungen von den Durchschnittproportionen sind das asymmetrische Wachstum der Körperhälften sowie die Akromegalie. Letztere kann sich in punktuell verzerrten Körperproportionen oder in generellem Großwuchs äußern.

## Der Körper

Körperproportionen

Die folgenden Angaben helfen, einen aufrecht stehenden Menschen in Bezug auf die Größenverhältnisse korrekt zu zeichnen:
- Die durchschnittliche erwachsene Figur ist sieben bis 7,5 Kopfgrößen groß. Die idealisierte, „heldenhafte“ Größe – z. B. für Skulpturen – ist acht Köpfe groß:
  - vom Scheitel bis zum Kinn (Kopflänge)
  - von dort bis zur Mitte der Brust (ungefähr in der Höhe der Brustwarzen)
  - von dort bis zum Bauchnabel
  - von dort bis zur Schamgegend
  - von dort bis zur Mitte des Oberschenkels
  - von dort bis knapp unterhalb des Knies
  - von dort bis zur Mitte der Waden
  - von dort bis zur Fußsohle

- Die Schamgegend befindet sich in der Mitte des Körpers.
- Der Unterschenkel ist genauso lang wie der Oberschenkel.
- Die schlaff herunterhängenden Arme sind so lang, dass die Fingerspitzen die Mitte der Oberschenkel erreichen. Die Spannweite der Arme (von Fingerspitze des Mittelfingers zu Fingerspitze) entspricht der gesamten Körpergröße.
- Die Fußlänge ist etwa so lang wie der Unterarm ohne die Hand.

## Kopf und Gesicht

Proportionen des Kopfes und des Gesichts

Um das Volumen des Hirnschädels zu bestimmen, zeichnet man ein Rechteck mit dem Seitenverhältnis 2:3. Dann teilt man die Länge in drei gleiche Abschnitte und schlägt einen Kreis mit dem Radius von einem Drittel der Länge. Der Durchmesser entspricht der größten Schädelbreite. Das Grundvolumen des kleineren Gesichtsschädels wird durch einen Kreis gewonnen, dessen Mittelpunkt zwischen Augenachse und Kinnspitze liegt. Die Grundform des Gesichts wird durch tangentiale Verbindungen zwischen den beiden Kreisen gebildet.
Der Kopf ist so breit wie fünf Augen. Die Augenachse befindet sich auf der halben Höhe des Kopfes; der Abstand zwischen den Augen beträgt eine Augenbreite.
Das Gesicht kann dreigeteilt werden: Vom Scheitel bis zur Augenbraue, von dort zur Nasenunterseite und von dort zum Kinn.
Die Distanz vom Mundwinkel bis zum Augenwinkel ist so groß wie das Ohr hoch ist. Die Nasenbasis ist so breit wie ein Auge.

## Klinische Bedeutung
Die Körperproportionen können in vielfältiger Weise verändert sein:
- kurzer Rumpf (Brachyolmie)
- kurze Extremitäten bei Achondroplasie, Ellis-van-Creveld-Syndrom, Hypochondroplasie
- kurze Oberarme und Oberschenkel (Rhizomelie)  bei Chondrodyplasia punctata, rhizomeler Typ
- kurze Unterarme und Unterschenkel (Mesomelie) bei Dyschondrosteose Léri Weill
- sich mit dem Wachstum ändernde Körperproportionen („Metatropie“) bei Metatropischem Zwergwuchs